# Воробьёво (городской округ Солнечногорск)
Воробьёво — деревня в Московской области России. Входит в городской округ Солнечногорск. Население — 6 чел. (2010).

## География
Деревня Воробьёво расположена на севере Московской области, в северной части округа, примерно в 13 км к северу от центра города Солнечногорска. Южнее деревни протекает река Сестра. Ближайшие населённые пункты — деревни Новый Стан и Толстяково.

## Население
| 1852 | 1859 | 1890 | 1899 | 1926 | 1932 |
| ---- | ---- | ---- | ---- | ---- | ---- |
| 58   | ↘57  | →57  | ↗82  | ↗141 | ↗160 |
| 1966 | 1994 | 2002 | 2010 |      |      |
| ↘57  | ↘6   | ↘4   | ↗6   |      |      |

## История
Воробьево, сельцо 1-го стана, Алфимова, Сергея Васильевича, майора, крестьян 25 душ мужского пола, 33 женского, 7 дворов, 71 верста от столицы, 13 от уездного города, близ Московского шоссе.— Нистрем К. Указатель селений и жителей уездов Московской губернии, 1852 г.
В «Списке населённых мест» 1862 года — владельческое сельцо 1-го стана Клинского уезда Московской губернии от города Клина по правую сторону Дмитровского тракта, в 13 верстах от уездного города и 12 верстах от становой квартиры, при колодцах, с 8 дворами и 57 жителями (29 мужчин, 28 женщин).
По данным на 1890 год — деревня Солнечногорской волости Клинского уезда с 57 душами населения, в 1899 году — деревня Вертлинской волости Клинского уезда, проживало 82 жителя.
В 1913 году — 17 дворов.
По материалам Всесоюзной переписи населения 1926 года — центр Воробьёвского сельсовета Вертлинской волости Клинского уезда в 10,5 км от станции Подсолнечная Октябрьской железной дороги, проживал 141 житель (68 мужчин, 73 женщины), насчитывалось 25 хозяйств, среди которых 23 крестьянских.
С 1929 года — населённый пункт в составе Солнечногорского района Московского округа Московской области. Постановлением ЦИК и СНК от 23 июля 1930 года округа как административно-территориальные единицы были ликвидированы.
1929—1939 гг. — центр Воробьёвского сельсовета Солнечногорского района.
1939—1954 гг. — деревня Мерзловского сельсовета Солнечногорского района.
1954—1957, 1960—1963, 1965—1966, 1976—1994 гг. — деревня Вертлинского сельсовета Солнечногорского района.
1957—1960 гг. — деревня Вертлинского сельсовета Химкинского района.
1963—1965 гг. — деревня Вертлинского сельсовета Солнечногорского укрупнённого сельского района.
1966—1976 гг. — деревня Таракановского сельсовета Солнечногорского района.
С 1994 до 2006 гг. деревня входила в Вертлинский сельский округ Солнечногорского района.
С 2005 до 2019 гг. деревня включалась в Смирновское сельское поселение Солнечногорского муниципального района.
С 2019 года деревня входит в городской округ Солнечногорск, в рамках администрации которого относится с территориальному управлению Смирновское.